# Bitterer Reis
Bitterer Reis ist ein italienischer, in schwarzweiß gedrehter Film von Giuseppe De Santis aus dem Jahr 1949, der dem italienischen Neorealismus zugeordnet wird. Der Film schildert nicht nur die amourösen Verwicklungen zwischen zwei Paaren, sondern zeigt vor allem auch ein Beispiel für den Klassenkampf in einer Gesellschaft, die durch weit verbreitete Armut geprägt ist und sich noch lange nicht vom Zweiten Weltkrieg erholt hat. 
Im Jahr 2008 wurde Bitterer Reis auf die offizielle, vom italienischen Kulturministerium gebilligte Liste „100 erhaltenswerte italienische Filme“ aufgenommen. Die 100 ausgewählten Filme entstanden zwischen 1942 und 1978 und haben das kollektive Gedächtnis Italiens maßgeblich geprägt.

## Hintergrund
In seinem gesellschaftskritischen Spielfilm vermischt Giuseppe De Santis die Arbeitswelt der italienischen Arbeiterinnen auf den Reisfeldern und ihren Klassenkampf mit Elementen des Gangsterfilms und der Melodramatik. Dabei spielen die Musik (der Film enthält einige Boogie-Woogie-Tanzszenen) und der Gesang der Frauen bei der Feldarbeit eine wichtige Rolle, um einen Bezug zur Realität herzustellen. (Das berühmte Partisanenlied „Bella ciao“ hat seinen Ursprung in den  padanischen Reisfeldern.) Dabei fiel die Wahl nicht zufällig auf die Reisarbeiterinnen, die mit ihren harten Arbeitsbedingungen zu kämpfen hatten, denn die realen Vorbilder mussten oft über mehrere Monate im Wasser in der heißen Sonne stehend arbeiten, um am Ende schlecht entlohnt ihre Heimreise anzutreten. Diese sogenannten „Mondine“ nahmen zudem eine Vorreiterrolle in der italienischen Arbeiterbewegung ein, da sie bereits in einer Gewerkschaft organisiert waren und einen Achtstundentag eingeführt hatten. Diese Solidargemeinschaft nahm De Santis sich zum Vorbild, um sie in seinem Film besonders herauszustellen.
Der Film kam am 27. Oktober 1950 in die deutschen Kinos.

## Handlung
Der Juwelendieb Walter ist mit seiner Beute auf der Flucht vor den Gesetzeshütern. Er bittet seine Freundin Francesca, diese für ihn zu verstecken und sich unauffällig unter die Saisonarbeiterinnen zu mischen, die auf dem Weg zu einer Reispflanzung in der Po-Ebene sind. Unter diesen befindet sich auch Silvana, die von einem Leben im Luxus träumt und lieber Tänzerin wäre, als die harte Arbeit auf den Feldern auszuführen. Silvana findet bald heraus, dass Francesca etwas zu verbergen hat. Walter folgt den Frauen in den Norden und wird von Francesca abgewiesen, die sich inzwischen in den Unteroffizier Marco verliebt und sich mit den Arbeiterinnen solidarisiert hat. Walter gewinnt Silvana mit falschen Versprechungen als Komplizin für seinen Plan, den für die Bezahlung der Arbeiterinnen vorgesehenen Reis zu stehlen.
Silvana flutet während der großen Abschiedsfeier absichtlich die Reisfelder, um alle abzulenken, damit Walters Komplizen den Reis unbemerkt auf Lastwagen abtransportieren können. Diese bleiben jedoch im Schlamm stecken. Francesca, die vom Diebstahlsplan erfahren hat, wendet sich an Marco um Hilfe; in einem Schlachthaus kommt es zur Konfrontation mit Silvana und Walter. Letzterer verletzt Marco und wird selbst von Francesca angeschossen. Als diese offenbart, dass der geraubte Schmuck, den Walter Silvana als Liebespfand geschenkt hat, falsch ist, schießt sie auf ihn, er wird im Fallen von einem Fleischerhaken aufgespießt. Danach nimmt sie sich durch einen Sprung von einem hölzernen Gerüst das Leben.

## Kritik
„Eines der bekanntesten Werke des italienischen Neorealismus, das 1949 zu einem Skandal führte, weil es die leidenschaftlichen Verwicklungen realistisch einfing. Der in der Schauspielerführung miserable Film enthält sich jeder geistig-moralischen Bewertung; er überzeugt jedoch immer noch durch seine exemplarisch schöne Bildgestaltung.“

„Seinen großen Publikumserfolg verdankte der Film indessen eher Äußerlichkeiten – den leichtgeschürzten Arbeiterinnen, der erotischen Ausstrahlung seiner Hauptdarstellerin. In der Umgangssprache in der Bundesrepublik galt ‚Bitterer Reis‘ geraume Weile als Synonym für überproportionierte Busen. So geriet in den Ruch des Spektakels, was trotz mancher Kolportage-Elemente im Ansatz ein realistisches Stück Sozialkritik war.“

## Nominierungen
- 1949: Nominierung für den Großen Preis der Jury bei den Internationalen Filmfestspielen von Venedig[7]

- 1951: Nominierung der Originalgeschichte von Giuseppe De Santis und Carlo Lizzanifür den Oscar.[8]

## Synchronisation
Neben der bekannteren Kinofassung von 1950, die auf der 2015 erschienenen DVD enthalten ist, existiert auch eine zweite Synchronisation, die 1984 im Auftrag der ARD erstellt wurde.
| Rolle     | Darsteller       | Synchronsprecher 1950 | Synchronsprecher 1984 |
| --------- | ---------------- | --------------------- | --------------------- |
| Francesca | Doris Dowling    | Elisabeth Ried        | Inken Sommer          |
| Marco     | Raf Vallone      | Max Eckard            | Thomas Danneberg      |
| Silvana   | Silvana Mangano  | Gisela Trowe          | Rita Engelmann        |
| Walter    | Vittorio Gassman | Friedrich Joloff      | Christian Brückner    |

## Trivia
- Der Schenkel-Skandal

Die Arbeiterinnen im Reisfeld raffen ihre Kleider, um sie nicht mit Schlamm zu beschmutzen. Dadurch sind in etlichen Szenen weibliche Oberschenkel zu sehen, was 1949 noch als unerhört galt. Silvana Mangano wurde dadurch jedenfalls zu einem der ersten Sexsymbole der Nachkriegszeit.
- Irrtum

Viele Beschreibungen des Films geben an, dass der Film während der Reisernte spiele. Tatsächlich findet die Handlung jedoch während der Pflanzung im Mai statt. Der im Lager vorhandene Reis stammt aus dem Vorjahr und ist zur Bezahlung der Frauen vorgesehen. Jede Arbeiterin soll davon ein Kilo pro Arbeitstag erhalten.
- Filme nach dem Vorbild von Bitterer Reis
  - In den 1950er Jahren versuchte man in Italien mit ähnlich gelagerten Filmen wie Die Frau vom Fluß (1955) und Das Reismädchen (1956) an den Erfolg von Bitterer Reis anzuknüpfen. In die Fußstapfen von Silvana Mangano traten Sophia Loren und Elsa Martinelli.
  - 1956 drehte der deutsche Regisseur Hans Heinz König den Film Heiße Ernte. In der Nähe von Tettnang während der Hopfenernte angesiedelt, lehnt sich das als Heimatfilm angelegte Leidenschaftsdrama deutlich an Bitterer Reis an. König-Schwägerin Edith Mill war in der Rolle der Landarbeiterin Auschra zu sehen. Produzent war Richard König.